# Pterolophia trobriandensis
Pterolophia trobriandensis là một loài bọ cánh cứng trong họ Cerambycidae.